# Habronattus decorus
Habronattus decorus es una especie de araña saltadora del género Habronattus, familia Salticidae. Fue descrita científicamente por Blackwall en 1846.
Habita en los Estados Unidos y Canadá.